# Усов, Александр Вячеславович
Алекса́ндр Вячесла́вович У́сов (род. 2 марта 1976, Липецк) — российский легкоатлет, специалист по бегу на короткие дистанции. Выступал за сборную России по лёгкой атлетике в 2000-х годах, обладатель серебряной медали чемпионата мира в помещении, бронзовый призёр чемпионата Европы в помещении, победитель и призёр первенств национального значения. Представлял Липецкую и Свердловскую области. Мастер спорта России международного класса.

## Биография
Александр Усов родился 2 марта 1976 года в Липецке.
Занимался лёгкой атлетикой под руководством тренеров Л. Ступиной, Е. Ю. Куликовой, В. С. Казарина. Выступал за всероссийское физкультурно-спортивное общество «Динамо».
Впервые заявил о себе на взрослом всероссийском уровне в сезоне 1998 года, когда в составе команды Свердловской области выиграл серебряную медаль в эстафете 4 × 400 метров на чемпионате России в Москве.
В 2000 году в той же дисциплине стал бронзовым призёром на чемпионате России в Туле.
В 2001 году одержал победу в эстафете 4 × 200 метров на зимнем чемпионате России в Москве и в эстафете 4 × 400 метров на летнем чемпионате России в Туле.
В 2002 году стал серебряным призёром в беге на 400 метров на зимнем чемпионате России в Волгограде. Попав в основной состав российской национальной сборной, выступил на чемпионате Европы в помещении в Вене — в дисциплине 400 метров остановился на предварительном квалификационном этапе, тогда как в эстафете 4 × 400 метров вместе со своими соотечественниками занял итоговое четвёртое место.
В 2003 году победил на дистанции 400 метров на зимнем чемпионате России в Москве, стартовал в эстафетах на чемпионате мира в помещении в Бирмингеме и на чемпионате мира в Париже.
В 2004 году завоевал серебряную медаль в эстафете 4 × 400 метров на чемпионате мира в помещении в Будапеште, занял первое место в эстафете 800 + 600 + 400 + 200 метров на Кубке Европы в помещении в Лейпциге, был вторым в эстафете 4 × 400 метров на Кубке Европы в Быдгоще.
В 2005 году взял бронзу в беге на 400 метров на зимнем чемпионате России в Волгограде и в эстафете 4 × 400 метров на чемпионате Европы в помещении в Мадриде. На летнем чемпионате России в Туле так же получил бронзовую награду в эстафете 4 × 400 метров.
В 2006 году отметился победой в эстафете 800 + 600 + 400 + 200 метров на Кубке Европы в помещении в Льевене.
В 2008 году победил в эстафете 4 × 200 метров на чемпионате России в помещении в Москве, но позже в связи с дисквалификацией Андрея Рудницкого этот результат был аннулирован.
За выдающиеся спортивные достижения удостоен почётного звания «Мастер спорта России международного класса».